# James Mattis
James Norman Mattis (* 8. září 1950 Pullman, Washington, USA) je americký politik a bývalý generál americké námořní pěchoty. Byl dlouholetým velitelem amerických jednotek v Iráku a Afghánistánu. Od ledna roku 2017 do ledna 2019 zastával ve vládě Donalda Trumpa pozici ministra obrany Spojených států.

## Vojenská kariéra
Mattis, přezdívaný Vzteklý pes (Mad dog), velel jednotkám námořní pěchoty během operace Pouštní bouře v Iráku a speciálním silám během operace Trvalá svoboda v Afghánistánu. Zúčastnil se i války v Iráku během operace Irácká svoboda.
V letech 2007 až 2009 vedl Spojenecké velitelství NATO pro transformaci a v letech 2007 až 2010 Velitelství společných sil americké armády v Norfolku. V letech 2010 až 2013 byl náčelníkem Velitelství ozbrojených sil USA pro Blízký východ, Perský záliv a severní Afriku (United States Central Command).
Mattis se nicméně stal kritikem vlády Baracka Obamy, která podle něj postrádala rozhodnost a jasnou strategii. Americká armáda by podle něj měla být agresivnější vůči teroristům z Islámského státu. Neprosazuje však přitom spolupráci s Ruskem.
Za nepřítele Spojených států považuje především Írán. „Íránský režim je nejvážnější hrozbou pro stabilitu a mír na Blízkém východě,“ uvedl.

## Ministr obrany USA
Zvolený americký prezident Donald Trump v prosinci 2016 oznámil, že Mattise jmenuje ministrem obrany ve své vládě. Mattis se tak měl stát prvním generálem ve výslužbě, který se stane americkým ministrem obrany od roku 1950. Tehdy jím prezident Harry Truman jmenoval generála George Marshalla.
Jako generál ve výslužbě potřeboval před nástupem do funkce souhlas Kongresu k výjimce ze zákonného ustanovení, že důstojníci a generálové jinak nesmějí převzít úřad ministra obrany po dobu až sedmi let od odchodu z aktivní služby. Udělení této výjimky pro Mattise se však díky jeho výborné pověsti považovalo od začátku za jisté. Dne 20. ledna 2017 byl Mattis oficiálně potvrzen na místo ministra obrany Senátem Spojených států s výsledkem hlasování 98:1. Pro Mattisovo zvolení se vyslovil mj. vlivný senátor John McCain.
Po rozhodnutí o stažení amerických sil ze Sýrie Mattis oznámil svou rezignaci. Původně měl odstoupit v únoru 2019, ale na nátlak Donalda Trumpa opustil úřad již 1. ledna 2019.

## Vyznamenání

### Americká vyznamenání
- Defense Distinguished Service Medal s bronzovým dubovým listem
- Navy Distinguished Service Medal
- Defense Superior Service Medal
- Legion of Merit
- Bronzová hvězda se sponou V
- Medaile za vzornou službu se dvěma zlatými hvězdičkami
- Navy and Marine Corps Achievement Medal
- Stužka za bojovou akci
- United States Navy Presidential Unit Citation
- Joint Meritorious Unit Award
- Navy Unit Commendation
- Navy Meritorious Unit Commendation
- Expediční medaile námořní pěchoty
- Medaile za službu v národní obraně se dvěma bronzovými služebními hvězdičkami
- Medaile za službu v jihozápadní Asii se dvěma bronzovými služebními hvězdičkami
- Medaile za tažení v Afghánistánu s bronzovou služební hvězdičkou
- Medaile za tažení v Iráku s bronzovou služební hvězdičkou
- Expediční medaile globální války proti terorismu
- Medaile za službu v globální válce proti terorismu
- Medaile za humanitární službu
- Navy and Marine Corps Sea Service Deployment s jednou stříbrnou a dvěma bronzovými služebními hvězdičkami
- Marine Corps Recruiting Ribbon s bronzovou služební hvězdičkou

### Zahraniční a mezinárodní vyznamenání
- zlatá Medaile polské armády – Polsko
- Pochvalná služební medaile NATO – NATO[4]
- Medaile NATO za službu v ISAF – NATO[4]
- Meritorious Service Cross – Kanada[5]
- Medaile za osvobození Kuvajtu – Saúdská Arábie
- Medaile za osvobození Kuvajtu – Kuvajt